# Gamsylella robusta
Gamsylella robusta är en svampart som först beskrevs av J.S. McCulloch, och fick sitt nu gällande namn av M. Scholler, Hagedorn & A. Rubner 1999. Gamsylella robusta ingår i släktet Gamsylella och familjen vaxskålar.   Inga underarter finns listade i Catalogue of Life.